# Flächenpressung
Flächenpressung ist die Kraft pro Kontaktfläche zwischen zwei Festkörpern, also eine Druckspannung. Werden zwei Festkörper mit einer Kraft {\displaystyle F} aufeinander gedrückt, so stellt sich in der Berührungsfläche zwischen den Körpern eine Normallastverteilung ein, die als Flächenpressung bezeichnet wird. Sie wird üblicherweise in der Einheit Pascal angegeben (1 Pa = 1 N/m2 bzw. 1 MPa = 1 N/mm2).
Die Flächenpressung ist – anders als der Druck – nicht isotrop, d. h. sie hat – wie eine Spannung – eine Richtung und ist über die Kontaktfläche nicht notwendigerweise konstant; neben der Höhe der Kraft {\displaystyle F} und den Materialeigenschaften sind die Oberflächenkonturen der beteiligten Körper für die Lastverteilung über der Kontaktfläche und für die Größe und Form der Kontaktfläche ausschlaggebend.

## Berechnung
Für linear-elastische Werkstoffe erfolgt die Berechnung der Flächenpressung üblicherweise auf der Basis der Halbraumtheorie, für spezielle, einfache Körper können die Gleichungen der hertzschen Pressung angewendet werden. Komplexere Körpergeometrien oder nichtlineare Werkstoffe erfordern den Einsatz anderer Berechnungsverfahren, z. B. die numerische Berechnung unter Anwendung von Finite-Elemente-Methoden oder verwandter Verfahren.
Unter der Wirkung der Flächenpressung stellt sich in den beteiligten Körpern eine charakteristische Spannungsverteilung ein. Das Spannungsmaximum befindet sich dabei nicht an der Oberfläche der Körper, sondern in ihrem Inneren. Dies ist eine wesentliche Ursache für Pittingbildung in technischen Bauteilen (Zahnräder, Wälzlager u. a.).
Bei der Konstruktion werden die Werkstoffe der beiden jeweils betroffenen Bauteile oft so gewählt, dass ihre zulässigen Flächenpressungen {\displaystyle p_{\mathrm {zul} }}, die auch Grenzflächenpressungen genannt werden, größer bleiben als die auftretende Flächenpressung {\displaystyle p}:
{\displaystyle p\leq p_{\mathrm {zul} }}.
mit
- {\displaystyle p={\frac {F}{A}}}
  - der Kraft {\displaystyle F}, die auf die Kontakt-/Berührfläche {\displaystyle A} wirkt
- {\displaystyle p_{\mathrm {zul} }} aus einer Werkstofftabelle.

## Beispiele
Flächenpressung tritt z. B. auf
- zwischen dem Kopf einer Schraube und dem zu verschraubenden Teil
- zwischen den Zahnflanken von Zahnrädern
- zwischen Wälzkörper und Laufbahn von Wälzlagern
- zwischen Rad und Schiene bei Eisen- und Kranbahnen
- zwischen zwei Bauteilen, die kraftschlüssig über Pressfügen verbunden sind.